# Jan (biskup vratislavský)

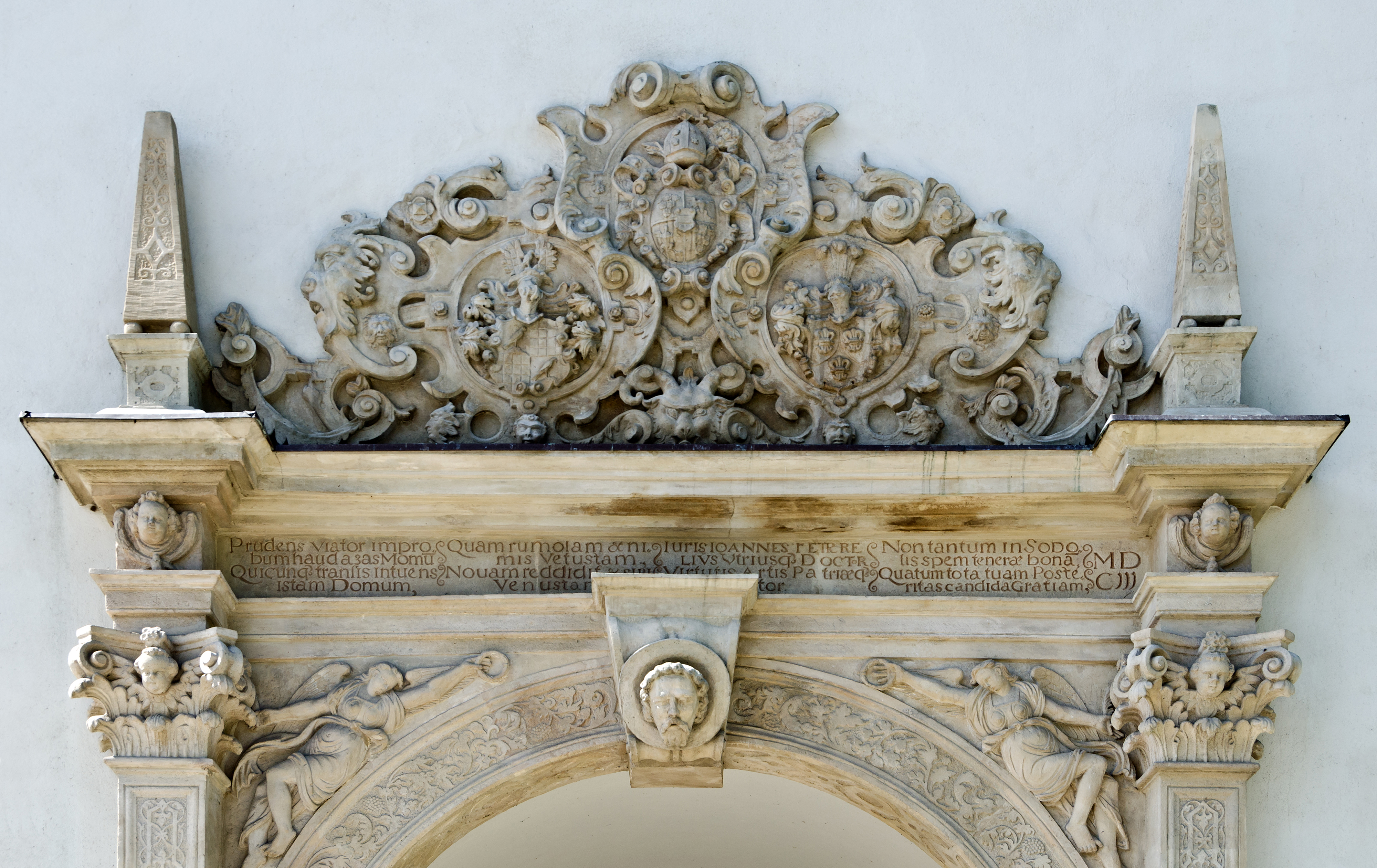
Princ Jan, brána hradu Nisy

Jan (též Johannes, Johann) byl první biskup vratislavský.
Podle záznamů kronikáře Dětmara z Merseburku byl Johannes prvním biskupem diecéze vratislavské, založené roku 1000.

## Založení vratislavské diecéze
Vytvoření vratislavské diecéze proběhlo v rámci první církevní organizace piastovského Polska, kterou provedl při příležitosti pouti k hrobu svatého Vojtěcha římský císař Ota III. z pověření papeže Silvestra II. a na žádost a za přítomnosti Boleslava Chrabrého. Tehdy zřídil hnězdenské arcibiskupství v čele s biskupem Radimem, kterému podřídil dosavadní biskupství v Poznani, a zároveň další tři Hnězdnu podřízená biskupství. Za biskupa pro Malopolsko se sídlem v Krakově byl vysvěcen Poppo, za biskupa pro Pomořany se sídlem v Kolobřehu Reinbern a biskupem nové diecéze pro Slezsko se stal právě Jan.
Sídlem diecéze byl Dómský ostrov ve Vratislavi. Tam se nacházel již dříve dřevěný kostel založený českým knížetem Boleslavem I. a před rokem 1038, tedy za biskupa Jana, byl patrně založen i pozdější farní kostel svatého Vojtěcha. V této době začala i stavba prvního kamenného kostela-katedrály. Patrocinia nejstarších hradských kostelů (Vratislav – svatého Martina, Lehnice – svatého Benedikta) ukazují na to, že se v okolí prvního biskupa pohybovala řada benediktinů. Pod Olavou ve Slezsku žil do roku 1007 benediktin svatý Svorad Ondřej. Hranice diecéze nebyly v té době dosud pevně vymezeny, avšak zabírala slezská území po obou stranách horní a střední Odry s výjimkou Kladské kotliny (pozdějšího Kladského hrabství), která nadále náležela k Českému knížectví a pražské diecézi.

## Působení
Není známo, jak dlouho zůstal biskup Jan v úřadu. Po smrti prvního polského krále Boleslava Chrabrého roku 1025 došlo ke vnitřním rozbrojům, které ohrozily i dosud nezakořeněné křesťanství a v letech 1031–1038 vedly k pohanskému povstání. V letech 1038–1039 navíc Slezsko dobyl český kníže Břetislav I. a pobořil vratislavskou katedrálu. Biskupství v této době zřejmě zaniklo; jisté je, že Jan musel opustit biskupské sídlo ve Vratislavi. Útočiště našel patrně nejprve ve Smogorzówě a později na hradě Ryczyně; proto mnohem pozdější tradice v čele s historikem Janem Długoszem hovoří o několika biskupstvích ve Slezsku 11. století.

## Po zániku biskupství
Po zániku biskupství upadl v zapomnění i biskup Jan. Není proto brán v úvahu při číselném označování svých stejnojmenných nástupců na stolci. Nepřerušená řada vratislavských biskupů počíná teprve biskupem Jeronýmem, jehož nástupce je označován jako Jan I.